# Rosa Maria Subirana i Torrent
Rosa Maria Subirana i Torrent (Barcelona, 18 de setembre de 1942) és una historiadora de l'art catalana. Fou la directora del Museu Picasso entre 1966 i 1983, data en què assumiria el càrrec Maria Teresa Ocaña.
Subirana es va doctorar en història de l'art a la Facultat de Filosofia i Lletres de la Universitat de Barcelona amb la tesi L'escultura no figurativa a Espanya, dels orígens a 1974. Va estudiar també al Barat College de Lake Forest (Illinois, EUA), i a l'Escola Massana de Barcelona.
Ha estat conservadora de museus de l'Ajuntament de Barcelona, directora de la Fundació Pública del Pavelló Alemany de Barcelona Mies van der Rohe, directora de l’inventari del Museu Clarà de Barcelona, o de l’Arxiu Subirana. entre altres ocupacions professionals. I també professora d’art contemporani de la Universitat Autònoma de Barcelona.
Ha comissariat, dirigit o col·laborat en moltes exposicions. És membre del Comité Internacional de Museus d'Art Contemporani (CIMAM-ICOM-UNESCO) i de l'Associació Catalana de Crítics d'Art. També ha format part del Patronato del Museo Español de Arte Contemporáneo.

## Llibres publicats
- Rosa M. Subirana Torrent. Carnet Picasso Paris 1900. 1-2, 1972 [Consulta: 27 juliol 2011].
- Rosa María Subirana Torrent. El Museo Picasso de Barcelona.  Everest, 1979. ISBN 9788424147242 [Consulta: 27 juliol 2011].[Enllaç no actiu]
- Picasso Eròtic, amb Blai Bonet[6]
- Rosa María Subirana Torrent; Fundació Pública del Pavelló Alemany de Barcelona de Mies van der Rohe. El Pavelló Alemany de Barcelona de Mies van der Rohe, 1929-1986.  Fundació Pública del Pavelló Alemany de Barcelona de Mies van der Rohe, 1987 [Consulta: 27 juliol 2011].
- Pablo Picasso; Ana Beristain Díez; Museo Español de Arte Contemporáneo; Museo Picasso, Rosa Maria Subirana i Torrent. Picasso, 1881-1973: exposición antológica, Museo Español de Arte Contemporáneo, Madrid, noviembre-diciembre 1981, Museo Picasso, Barcelona, enero-febrero 1982.  Ministerio de Cultura, Dirección General de Bellas Artes, Archivos y Bibliotecas, 1981 [Consulta: 27 juliol 2011].